# Accademia dei Desiosi (Roma)
L'Accademia dei Desiosi fu fondata a Roma nel 1626 dal cardinale Maurizio di Savoia (al quale si deve anche la fondazione, nel 1628, dell’accademia torinese dei Solinghi). Si riuniva nel palazzo di Monte Giordano. Contò fra i suoi membri importanti uomini di lettere, come Agostino Mascardi, Virgilio Malvezzi, Pietro Sforza Pallavicino ed Emanuele Tesauro.